# Macrognathus tapirus
Macrognathus tapirus is een straalvinnige vissensoort uit de familie van de stekelalen (Mastacembelidae). De wetenschappelijke naam van de soort is voor het eerst geldig gepubliceerd in 2005 door Kottelat & Widjanarti.